# Northwood (Londres)

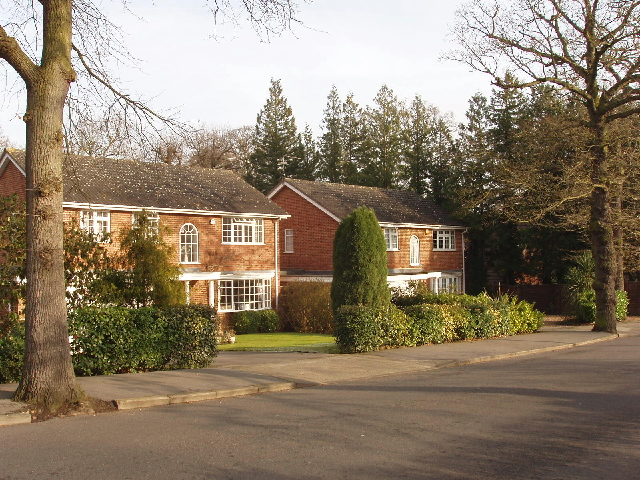
Casas em Northgate, Northwood

Northwood é um dos distritos da cidade de Londres.
Northwood tinha em 2008 uma população de 11068 habitantes, segundo registado pelo Office for National Statistics, enquanto o bairro Northwood Hills tinha (em 2001) 10833 habitantes.
Neste local esta instalada a "Northwood Strategic Command Military Base", Quartel General das Forças Armadas do Reino Unido.
Northwood é servido por duas estações do Metropolitano de Londres; Northwood e Northwood Hills.